# Hypena strigifascia
Hypena strigifascia är en fjärilsart som beskrevs av Moore. Hypena strigifascia ingår i släktet Hypena och familjen nattflyn. Inga underarter finns listade i Catalogue of Life.